# Jason Lutes
Jason Lutes (Nova Jérsia, 7 de setembro de 1967) é um cartunista e quadrinista americano, mais conhecido pelo seu trabalho no quadrinho Berlin.

## Biografia
Lutes começou desenhando e copiando quadrinhos ainda muito novo, inclusive com grande incentivo dos pais (situação atípica para quadrinhistas). Durante sua infância, ele conheceu os quadrinhos europeus, que continuam sendo uma grande influência em seu trabalho. Depois de trabalhar para a editora Fantagraphics Books, ele teve a oportunidade de desenhar uma tira para o The Stranger, um periódico semanal de Seattle. Essas tiras foram depois agrupadas no livro Jar of Fools.
Em 2001, Lutes publicou a graphic novel The Fall, em parceria com o roteirista Ed Brubaker. A sua obra de maior reconhecimento é Berlin, uma série histórica retratando a cidade de Berlim durante a queda da República de Weimar e a ascensão de Adolph Hitler ao poder. Publicada entre 1996 e 2018, a série ganhou uma compilação pela editora Drawn & Quarterly, que concorreu ao Prêmio Eisner na categoria Melhor álbum gráfico (republicação) em 2019.